# Roddi
Roddi  (Ròd in piemontese) è un comune italiano di 1 582 abitanti della provincia di Cuneo in Piemonte.

## Storia

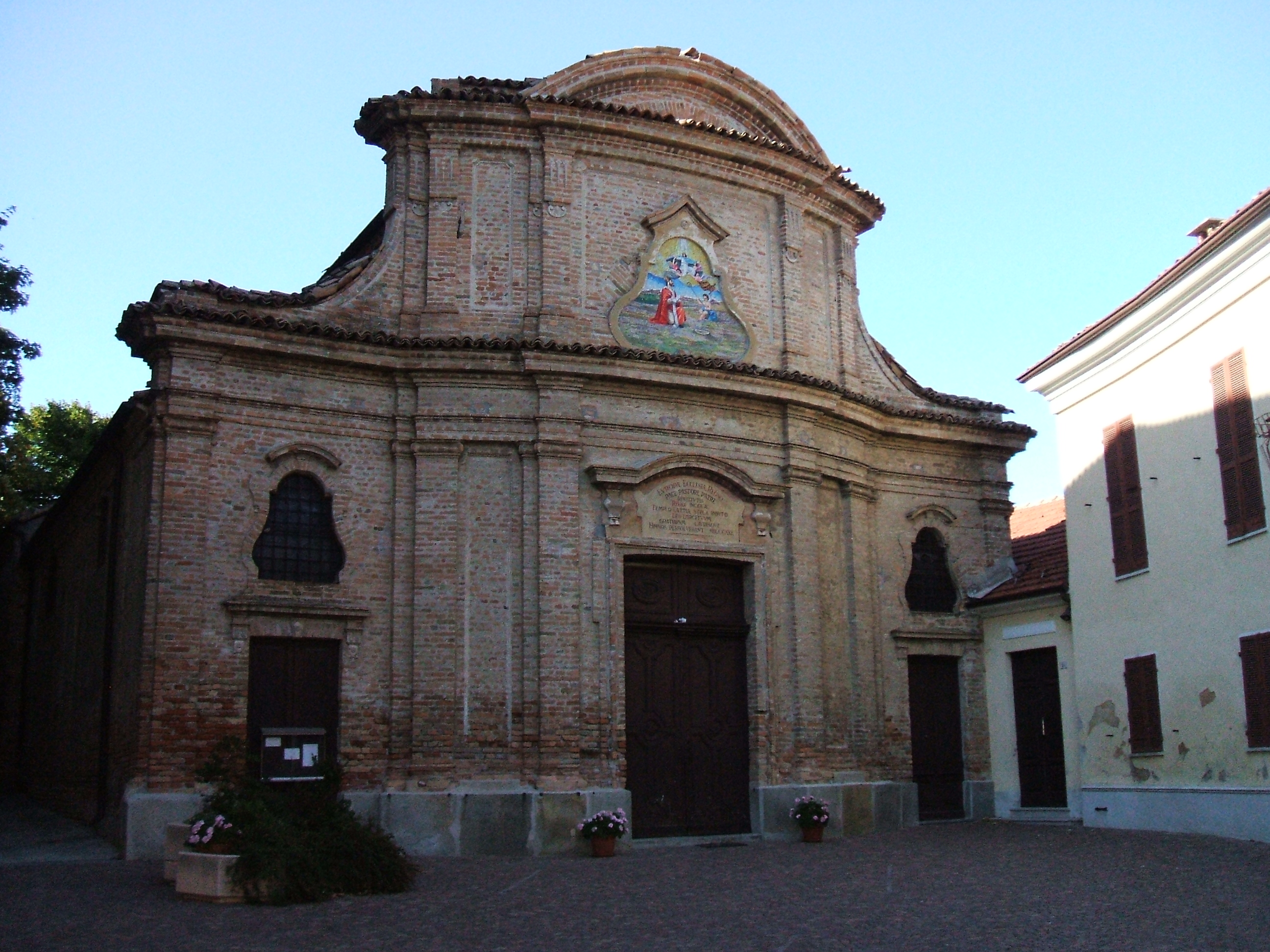
La chiesa dell'Assunta

Roddi, il cui nome di origine celtica Raud o Rod significa "fiume", sorge sulla collina che sovrasta il probabile campo della battaglia dei Campi Raudii del 101 a.C., nel quale Gaio Mario sconfisse i Cimbri.
Nel Medioevo fu feudo dei Marchesi del Monferrato poi, nel 1525 passò in proprietà a Giovanna Carafa (1525–1534), moglie di Giovanni Francesco II Pico della Mirandola (nipote del filosofo Giovanni Pico della Mirandola) e autore di un famoso dialogo sulla stregoneria, Libro detto strega o delle illusioni del demonio (1523). 
Giovanna si installò nel castello sovrastante il paese dopo l'assassinio del marito nel 1533.
Alla morte di Giovanna, il castello e i relativi possedimenti andarono al figlio, Gian Tommaso Pico (1492–1567), e da qui ai discendenti della nobile famiglia originaria di Mirandola. La dinastia dei Pico si estinse, a Roddi, con la morte di Tommaso Pico (c.1565–1587).

### Simboli
Lo stemma è composto da uno scudo inquartato da una larga croce rossa; il campo è così suddiviso in quattro quarti raffiguranti: nel 1º tre ruote che richiamano il blasone della famiglia Roero; nel 2º il castello di Roddi nelle strutture medievali; nei quarti inferiori sono rappresentati edifici di un certo pregio architettonico richiamando verosimilmente le antiche cascine "Villa", "Santa Orsola" e "Leone", da sempre facenti parte dei poderi signorili legati al castello di Roddi. La corona è sormontata da 12 perle (7 visibili) sostenute da altrettante punte. La parte inferiore dello scudo è contornata da un ramo di lauro a destra e da un ramo di quercia a sinistra che si intrecciano sotto lo scudo. Il cartiglio inferiore riporta la denominazione "Comune di Roddi".

## Monumenti e luoghi d'interesse

### Castello

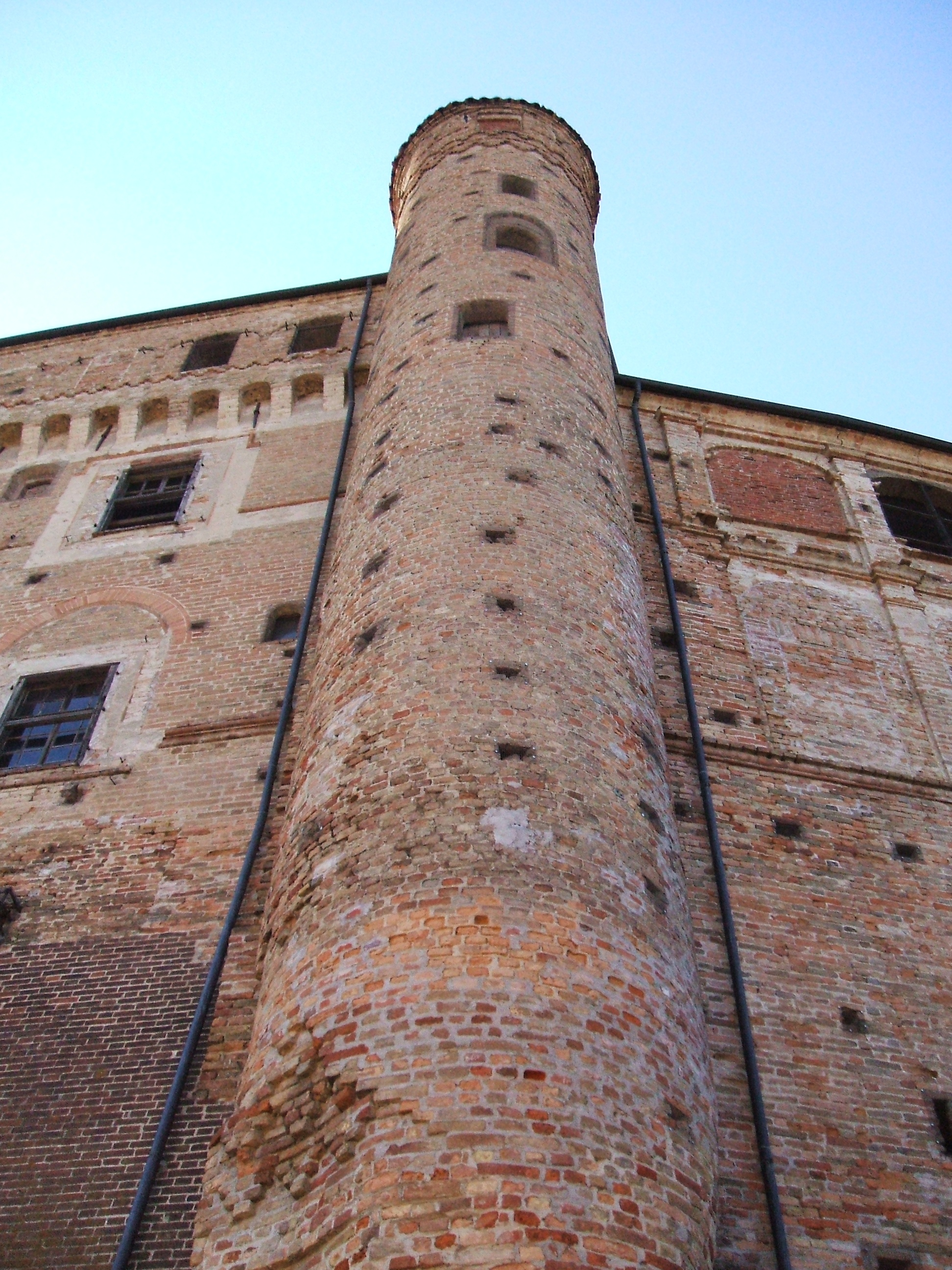
Scorcio del castello

Il castello sorge massiccio sul centro cittadino. La primitiva costruzione risale all'XI secolo ha subito un notevole rimaneggiamento nel XV secolo. È stato di proprietà di Gianfrancesco Pico della Mirandola, nipote del più noto letterato Pico della Mirandola.
Successivi proprietari del castello furono i Della Chiesa di Saluzzo, che ne presero proprietà nel 1690.
Dal 2001 è di proprietà statale. 

Dal 2007 fa parte del circuito degli 8 castelli, meglio noto come Castelli Doc. La rete dei castelli include i manieri di Grinzane Cavour, Barolo, Serralunga d'Alba, Govone, Magliano Alfieri, Roddi d'Alba, Mango e Benevello.
È inoltre inserito nel circuito dei "Castelli Aperti" del Basso Piemonte.
Altri edifici importanti del paese sono la chiesetta di Santa Maria Assunta, nella piazzetta centrale del paese, in posizione adiacente al vecchio castello.

## Società

### Evoluzione demografica
Abitanti censiti

### Etnie e minoranze straniere
Secondo i dati Istat al 31 dicembre 2017, i cittadini stranieri residenti a Roddi sono 114, così suddivisi per nazionalità, elencando per le presenze più significative:
1. Romania, 28

## Cultura

### Musei

#### Museo a cielo aperto del tartufo
Dedicato al tartufo bianco d'Alba, è stato realizzato a partire dal 2012 nelle vie del centro storico, sotto le mura dell'antico castello. Il progetto del museo è stato firmato dallo scrittore Giordano Berti e dall'art designer Letizia Rivetti.
Il museo comprende una serie di installazioni artistiche dedicate a vari filoni, quali storia, leggende, scienza, gastronomia.

### IlCammino della poesia
Inaugurato nel 2011, il Cammino della poesia è situato nelle vie del concentrico del paese, al cospetto del massiccio castello e consta di 14 bacheche per l'esposizione di testi poetici, periodicamente sostituiti. Sopra le bacheche sono permanentemente collocati i versi di Ad alcuni piace la poesia di W. Szymborska, premio Nobel per la letteratura, e alcuni versi di Leopardi ed Alcmane realizzati in lettere in ferro.

## Amministrazione
Di seguito è presentata una tabella relativa alle amministrazioni che si sono succedute in questo comune.
| Periodo        | Periodo        | Primo cittadino  | Partito                   | Carica  | Note  |
| -------------- | -------------- | ---------------- | ------------------------- | ------- | ----- |
| 20 giugno 1988 | 7 giugno 1993  | Elsa Malferrari  | Partito Liberale Italiano | Sindaco | [ 8 ] |
| 7 giugno 1993  | 28 aprile 1997 | Elsa Malferrari  | lista civica              | Sindaco | [ 8 ] |
| 28 aprile 1997 | 14 maggio 2001 | Paolo Zoccola    | -                         | Sindaco | [ 8 ] |
| 14 maggio 2001 | 30 maggio 2006 | Lorenzo Prioglio | lista civica              | Sindaco | [ 8 ] |
| 30 maggio 2006 | 16 maggio 2011 | Lorenzo Prioglio | lista civica              | Sindaco | [ 8 ] |
| 16 maggio 2011 | 5 giugno 2016  | Roberto Giacosa  | lista civica: Roddi viva  | Sindaco | [ 8 ] |
| 5 giugno 2016  | 4 ottobre 2021 | Lorenzo Prioglio | lista civica              | Sindaco | [ 8 ] |
| 4 ottobre 2021 | in carica      | Roberto Davico   | lista civica              | Sindaco | [ 8 ] |

Il comune di Roddi fa parte dell'Unione di Comuni "Colline di Langa e del Barolo".